# 薩摩亞危機
萨摩亚危机是1887年至1889年間，美国、德意志帝国和大英帝国在第一次萨摩亚内战期间为争夺对萨摩亚群岛的控制权而展开的对峙。 

## 背景
1878年，薩摩亞為換取美國的保護，給予美国在图图伊拉岛帕果帕果一個海軍加油站的控制權。另一方面，德意志帝国希望得到乌波卢岛的阿皮亚港口 

## 事件
该事件涉及三艘美国海军军舰（USS Vandalia、USS Trenton及USS Nipsic）和三艘德国军舰（SMS Adler、SMS Eber及SMS Olga），它们在阿皮亚港对峙了几个月，英国护卫舰HMS Calliope監視局勢。
1889年3月15日至16日，阿皮亚飓风（1889 Apia cyclone）吹襲薩摩亞，並摧毀了港口的所有六艘军舰，对峙僵局也因此而结束。英国护卫舰HMS Calliope逃离了港口，在风暴中幸存下来。使到這突如其來的飓风最終使美德達成協議，讓馬列托亞·勞佩帕恢復薩摩亞國王的身份。

## 圖片

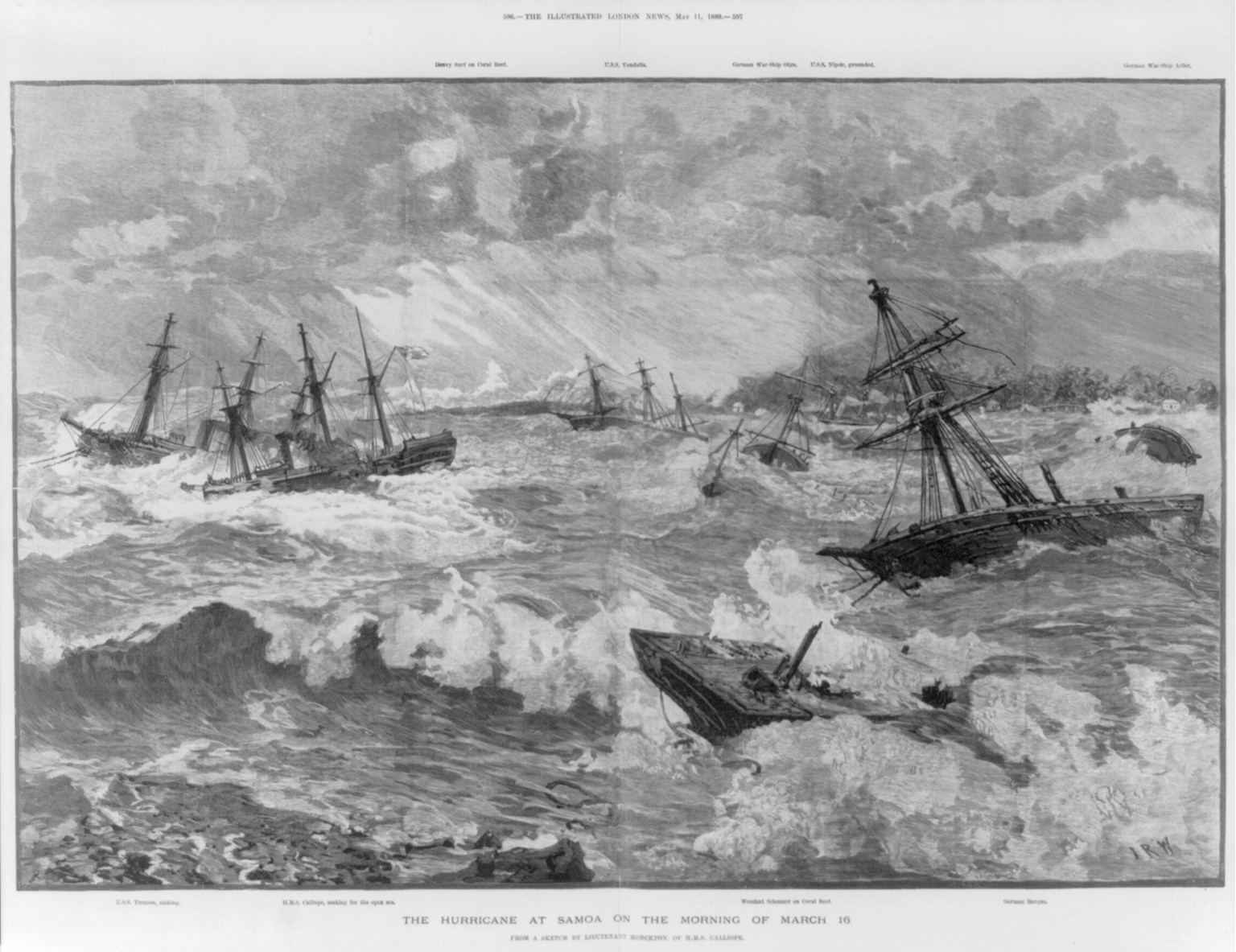
一名在HMS Calliope的目擊者繪畫的畫像。
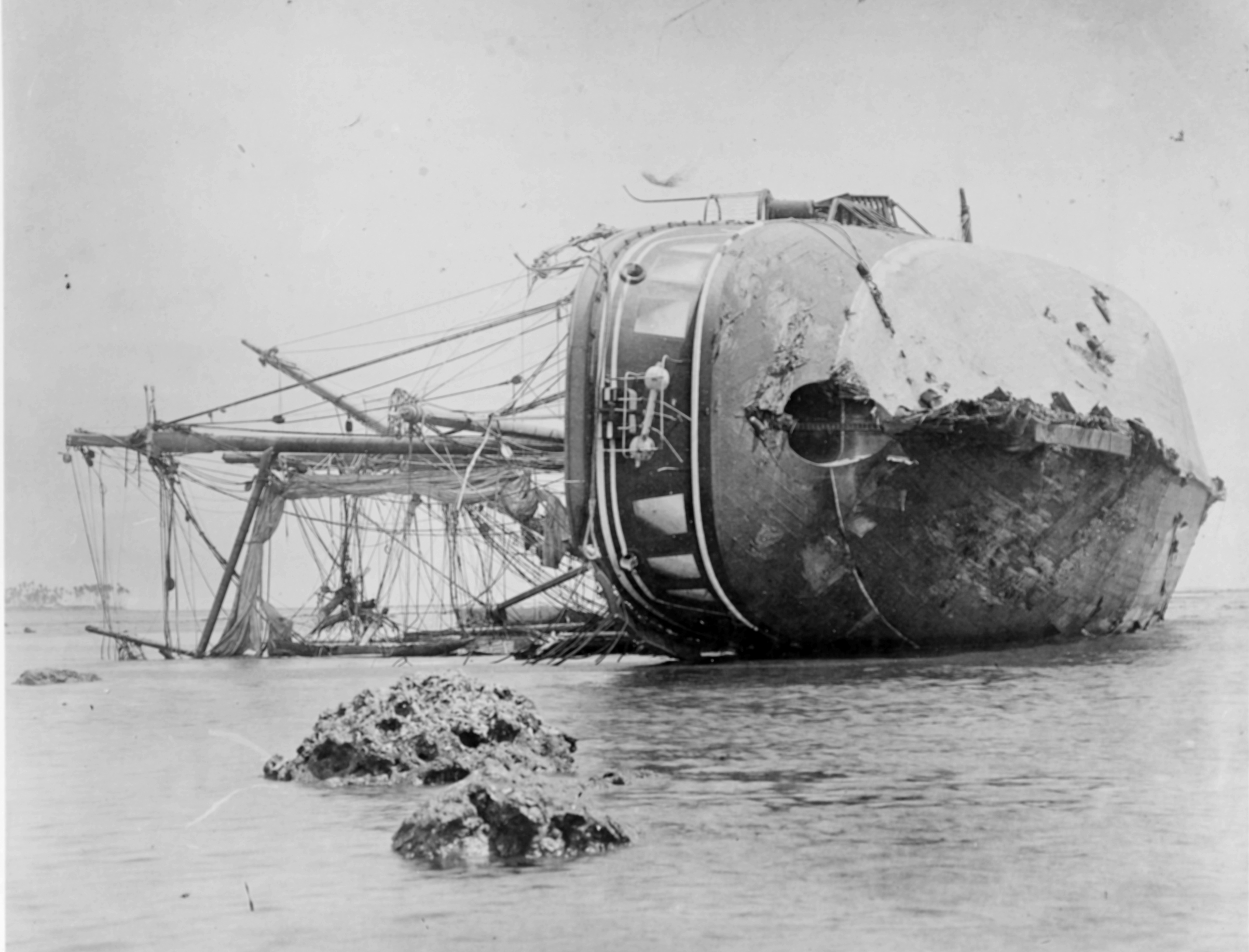
德國軍艦SMS Adler在沙灘上擱淺。
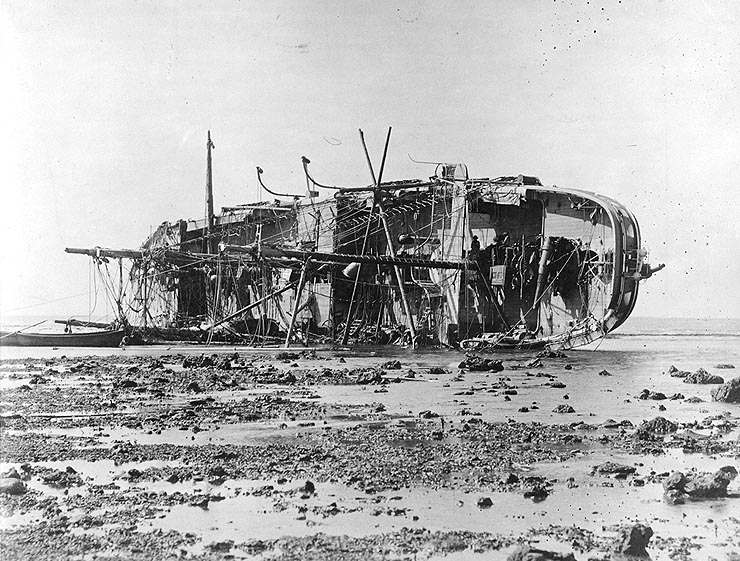
德國軍艦SMS Adler的甲板，攝於1889年。
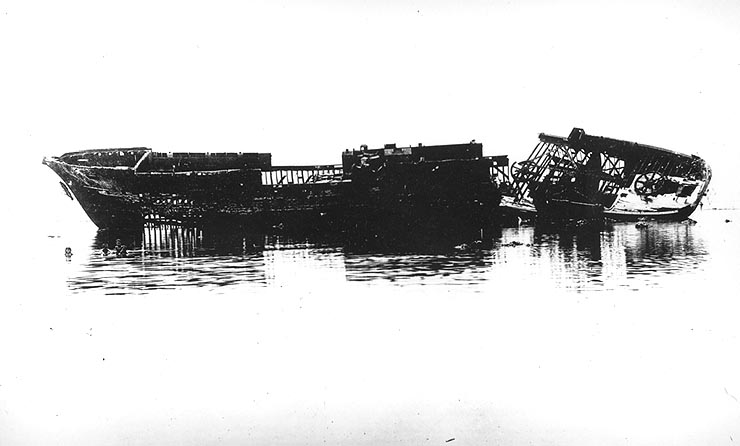
德國軍艦SMS Adler的残骸，攝於约1938年
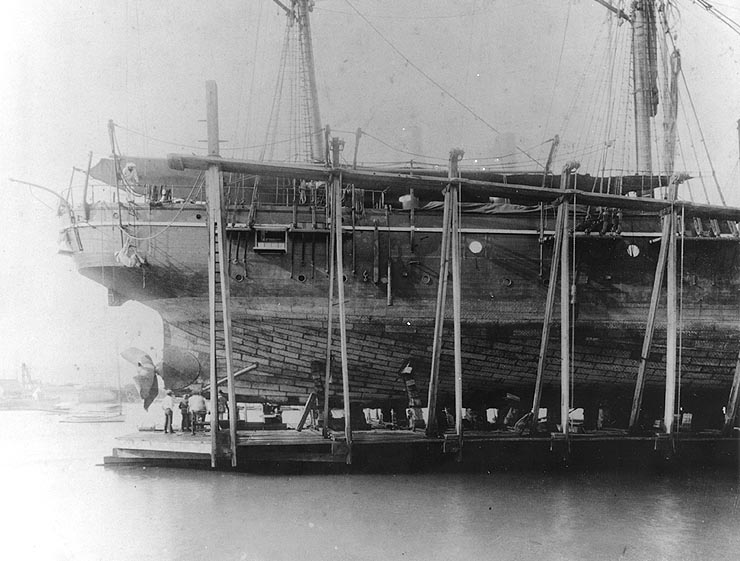
USS Nipsic的残骸
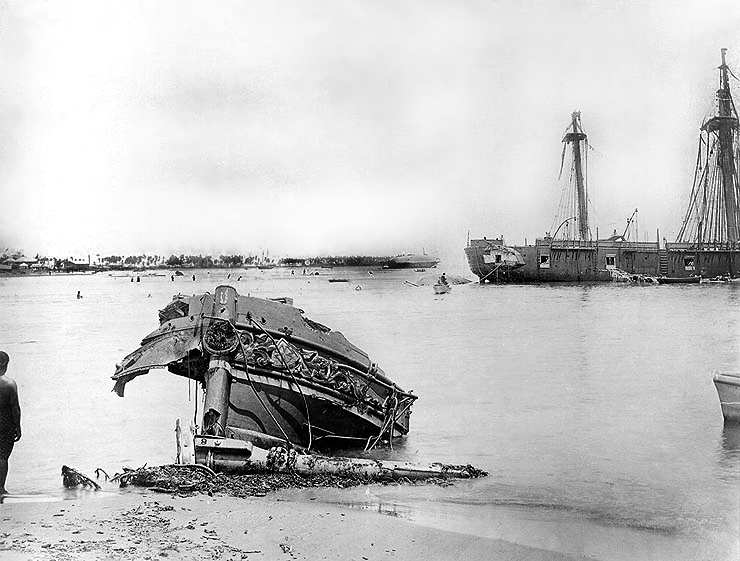
在阿皮亚港失事的船只。德國軍艦SMS Eber擱淺在海滩上，USS Trenton的船尾在右边，沉没的USS Vandalia在旁边。
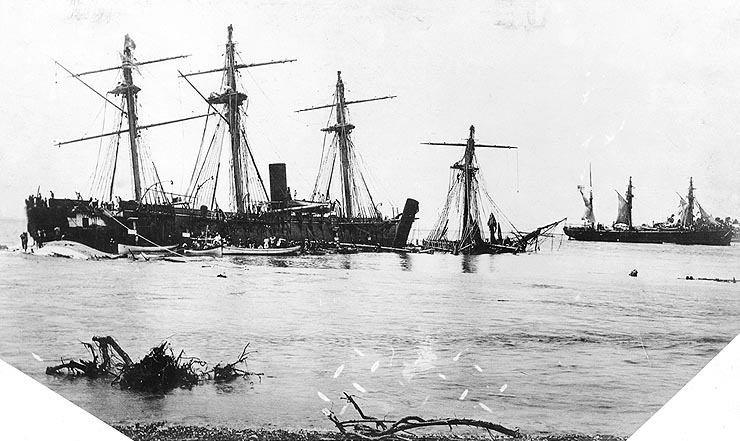
在风暴过后不久的打捞工作。
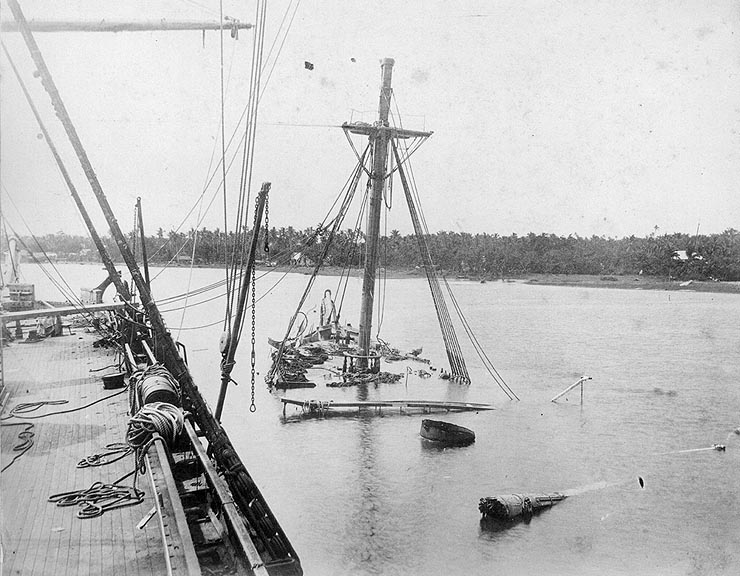
从USS Trenton的甲板上可以看到沉没的USS Vandalia。
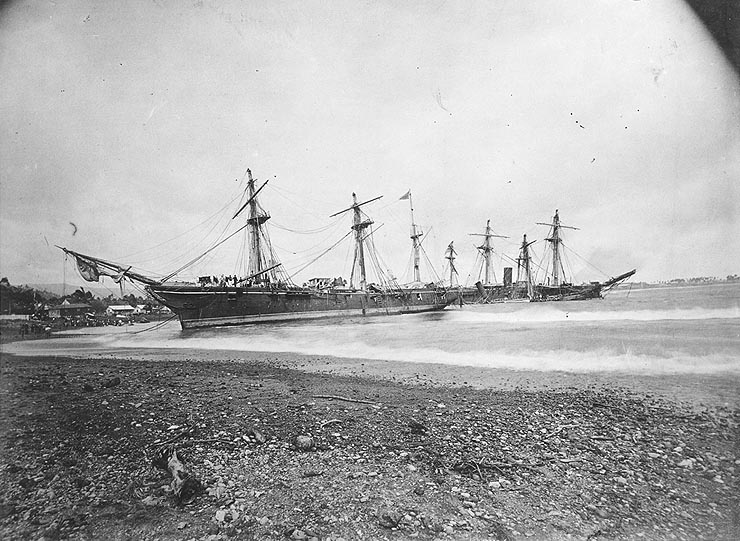
失事战舰的另一个角度。
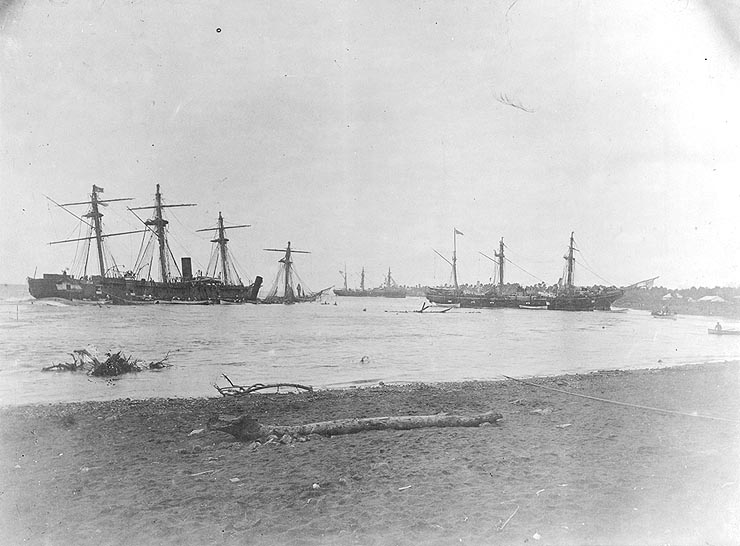
阿皮亚港附近失事的战舰。
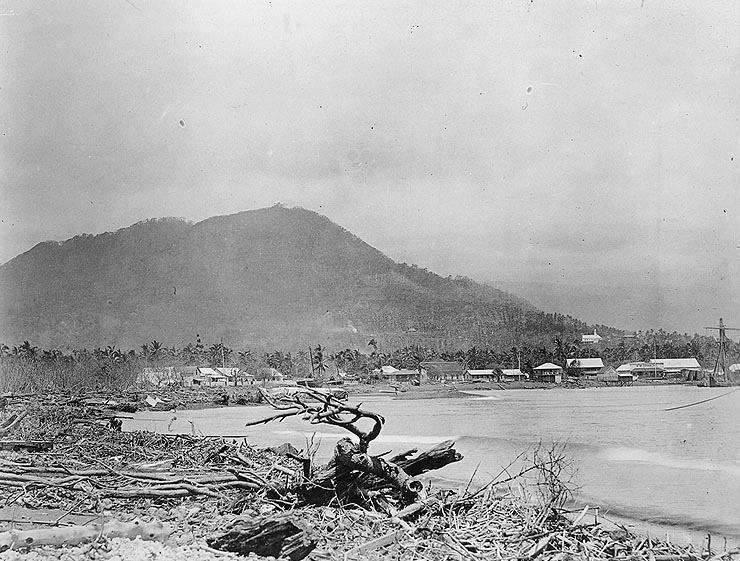
阿皮亚港海滩上的浮木和失事战舰的碎片。
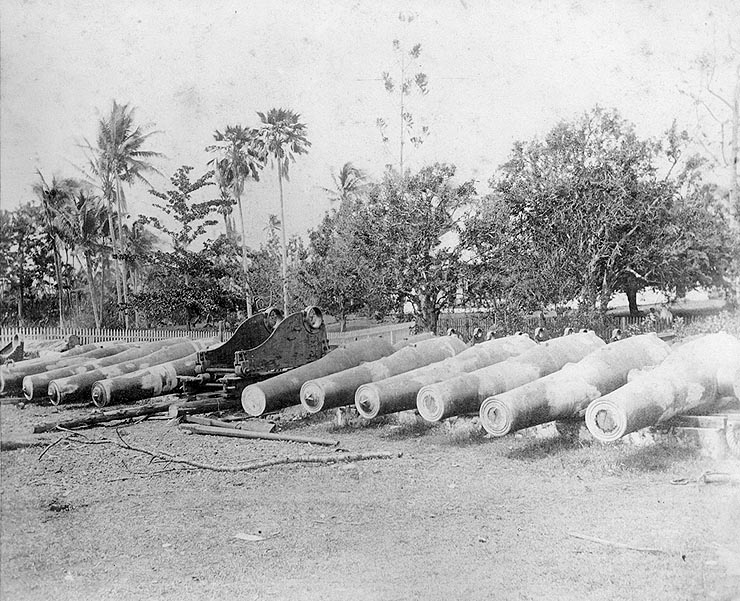
阿皮亚港失事的美国船只上被打捞上來的枪支。
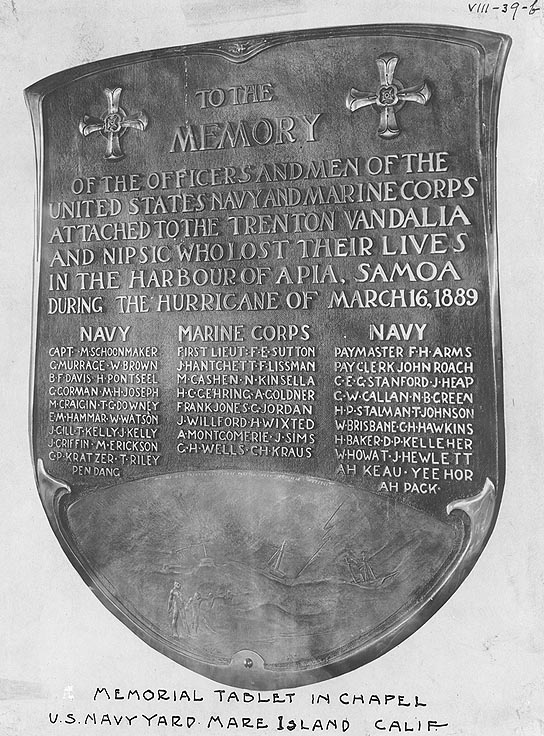
馬雷島海軍造船廠為在颶風中遇難的美國人而設立的紀念碑。
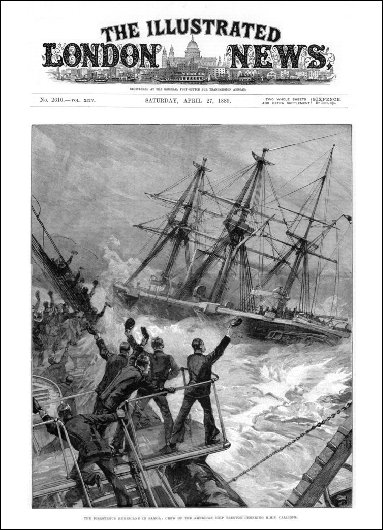
1889年4月27日的倫敦新聞報。

## 另見
- 三方會議
- 薩摩亞歷史
- 大洋洲歷史
- 第一次薩摩亞內戰
- 第二次薩摩亞內戰